# Allochernes balcanicus
Espèce
Allochernes balcanicus est une espèce de pseudoscorpions de la famille des Chernetidae.

## Distribution
Cette espèce se rencontre en Macédoine du Nord et en Serbie.

## Étymologie
Son nom d'espèce lui a été donné en référence au lieu de sa découverte, les Balkans.

## Publication originale
- Hadži, 1938 : Pseudoskorpioniden aus Südserbien (cont.). Glasnik Skopskog Naucnog Drustva, vol. 18, p. 13-38.